# 로리 라이블리
로리 라이블리(Lori Lively)는 미국의 배우이다.